# Southern Poverty Law Center
El Southern Poverty Law Center (SPLC, «Centro legal para la pobreza sureña») es una organización no gubernamental progresista estadounidense que alega defender los derechos civiles.  Según el partido Republicano de los Estados Unidos, se trata de una organización de extrema izquierda.  Según el SPLC, la organización no está constituida para investigar al extremismo de izquierda;  según la ejecutiva a cargo del Intelligence Report del SPLC, el SPLC se focaliza en la "derecha radical", no así en la izquierda. El SPLC opera un fondo de recaudación de fondos para favorecer a sus iniciativas políticas favoritas y es, por otra parte, un grupo de presión política; por ejemplo, cabildeó a senadores estadounidenses para oponerse al nombramiento del juez de la corte suprema estadounidense Brett Kavanaugh.
Es conocido por sus victorias legales contra grupos segregacionistas racistas y supremacistas blancos, su representación legal de las víctimas de los grupos que el SPLC ha designado ser extremistas, su clasificación de lo que el SPLC designa milicias y organizaciones extremistas, y su programa educativo que promueve la tolerancia. El SPLC también clasifica y lista a grupos que alega son extremistas o, como se llaman en EE. UU., «grupos de odio», organizaciones que según el SPLC promueven y practican el odio, la hostilidad o la violencia hacia miembros de una raza, etnia, nación, religión, género, identidad de género u orientación sexual.
En 1971, Morris Dees y Joseph J. Levin Jr. fundaron el SPLC en Montgomery (Alabama) como un bufete de abogados especializados en derechos civiles. El activista en defensa de los derechos civiles Julian Bond se unió poco después a Dees y Levin, y trabajó como presidente del consejo de dirección entre 1971 y 1979. La estrategia legal del SPLC consiste en presentar demandas civiles en nombre de las víctimas de grupos extremistas y de amenazas y violencia, con el fin de agotar económicamente a los individuos y grupos responsables. Aunque inicialmente se concentraba en los daños producidos por el Ku Klux Klan y otros grupos supremacistas blancos, con los años el SPLC se ha implicado en otros casos de defensa de los derechos civiles, entre ellos, casos de segregación o discriminación racial institucional, el maltrato de inmigrantes y la separación Iglesia-Estado. El SPLC ha proporcionado información sobre grupos de odio a la Oficina Federal de Investigaciones (FBI) y otras agencias policiales. También es usada como fuente por diversos medios de comunicación, como por ejemplo The New York Times y The Washington Post.
El SPLC no acepta fondos del gobierno, no cobra a sus clientes por su representación legal, ni se beneficia de los pagos por daños y perjuicios. La mayoría de sus fondos provienen de campañas de correo directo, que han contribuido a generar una sustancial reserva de dinero. Sus campañas de solicitud de donaciones y la acumulación de reservas han sido objeto de algunas críticas.

## Historia

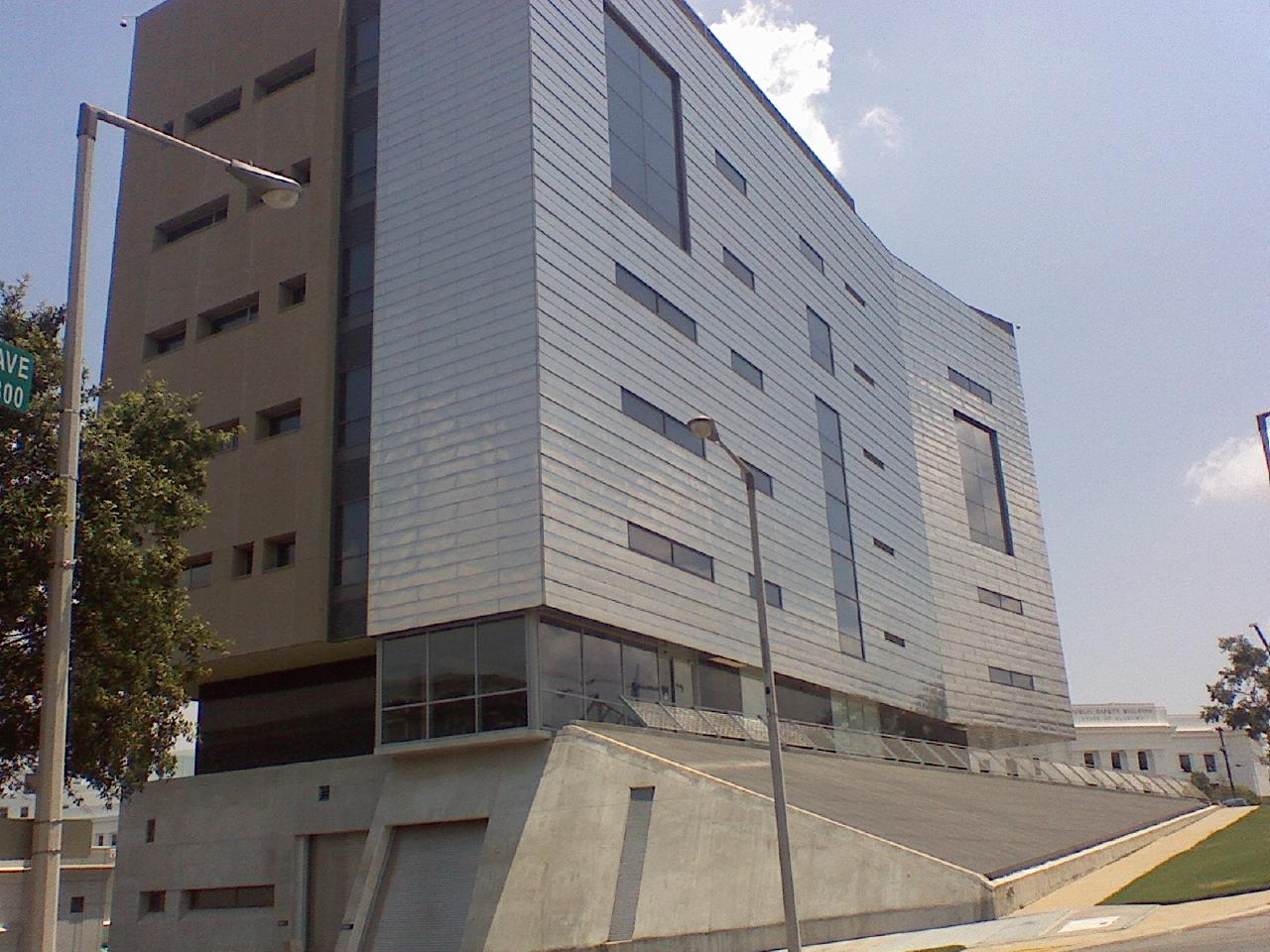
Sede del SPLC en Montgomery (Alabama).

El Southern Poverty Law Center fue fundado por los abogados de derecho civil Morris Dees y Joseph J. Levin Jr. en 1971, como un bufete para trabajar en casos de discriminación en Estados Unidos. El primer presidente de SPLC fue Julian Bond, que lo fue hasta 1979 y permanece en su consejo de administración. En 1979 el SPLC comenzó su primer juicio contra varias organizaciones próximas al Ku Klux Klan (KKK). En 1981 el SPLC comenzó su proyecto «Klanwatch», para vigilar las actividades del KKK. el proyecto, actualmente llamado «Hatewatch», ha sido expandido para incluir siete tipos diferentes de organizaciones y grupos extremistas.
En julio de 1983, las oficinas del Centro fueron atacadas con un pequeño artefacto incendiario, que destruyó el edificio y los archivos. En febrero de 1985 varios miembros del KKK y un simpatizante se declararon culpables de los delitos federales y estatales relacionados con el fuego. En el juicio de los miembros del KKK, Joe M. Garner y Roy T. Downs Jr., junto con Charles Baileyse, se declararon culpables de conspirar para intimidar, oprimir y amenazar a miembros de las organizaciones afroamericanas representadas por el SPLC. De acuerdo con Dees, más de 30 personas han sido encarceladas en relación con planes para asesinarlo o volar por los aires el Centro.
En 1984, Dees se convirtió en objetivo de los intentos de asesinato de la organización The Order, un grupo supremacista blanco revolucionario. Otro de sus objetivos, el locutor de radio Alan Berg, fue asesinado por el grupo delante de su casa en Colorado.
En 1987, el SPLC ganó el juicio contra United Klans of America por el linchamiento de Michael Donald, un adolescente negro, en Mobile (Alabama). El SPLC usó una estrategia legal sin precedentes, responsabilizando a la organización de los crímenes de miembros individuales, para conseguir una sentencia de 7 millones de dólares para la madre de la víctima. El veredicto llevó al United Klans of America a la bancarrota. Su sede nacional fue vendida por aproximadamente 52 000 dólares para pagar la sentencia. En 1987, cinco miembros del White Patriot Party, una derivación del KKK, fueron condenados por robo de material militar y conspirar para el asesinato de Dees.

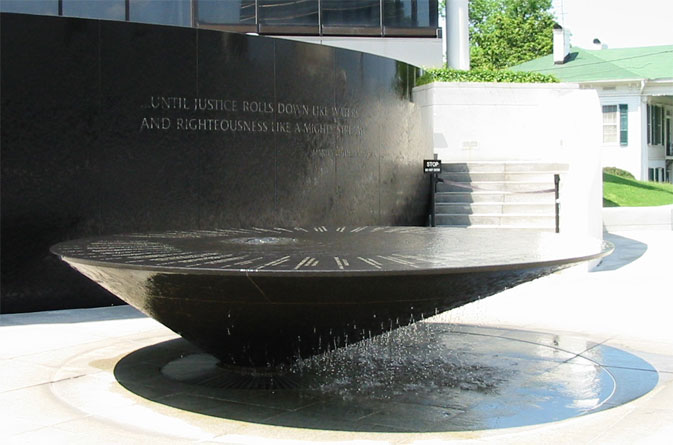
El Civil Rights Memorial en Montgomery.

En 1989, el Centro inauguró su Civil Rights Memorial, diseñado por Maya Lin. El proyecto «Teaching Tolerance» («Enseñado tolerancia») se inició en 1991 y su programa «Klanwatch» ha sido ampliado gradualmente para incluir otros proyecto de vigilancia de grupos de odio y extremistas conocidos en los Estados Unidos.
En octubre de 1990, el SPLC ganó un juicio de 12,5 millones de dólares por daños contra Tom Metzger y su White Aryan Resistance, cuando un jurado de Portland (Oregon) consideró al grupo neonazi responsable civil de la paliza que produjo la muerte de un inmigrante etíope. Mientras que Metzger perdió su casa y la posibilidad de publicación de material, no se consiguió la cantidad de dinero que había sido concedida por el juez. En 1995, un grupo de cuatro hombres blancos fueron condenados por planear la destrucción con explosivos del SPLC. En mayo de 1998, tres supremacistas blancos fueron arrestados por haber planeado presuntamente una campaña nacional de asesinatos y ataques con bombas contra «Morris Dees, un juez federal de Illinois, cuyo nombre no ha sido revelado, un locutor de radio en Misuri, el Southern Poverty Law Center [...] en Alabama, el Centro Simon Wiesenthal en Los Ángeles y la Liga Antidifamación en Nueva York.»
En 1999 el SPLC comenzó la construcción de su nueva sede, que fue terminada en 2001.
El SPLC ha sido criticado por usar la hipérbole y exagerar la prevalencia de grupos extremistas para conseguir grandes cantidades de donaciones. En un artículo del año 2000 de la revista Harper's Magazine, Ken Silverstein comentó que Dees ha mantenido el foco de atención del SPLC en la lucha contra grupos contrarios a las minorías, como el KKK, cuyo número de miembros ha declinado hasta tan sólo 2000, en vez de centrarse en problemas como la proliferación de los sintecho, precisamente debido a que el miedo a los extremismos permite mayores donaciones. El artículo también afirmaba que el SPLC «gasta dos veces más en atraer donaciones —7,76 millones de dólares el año pasado— que en servicios legales para víctimas de abusos de los derechos civiles.» Harper's también señalaba que más del 95% de los crímenes de odio son cometidos por individuos sin conexión con ninguna milicia o grupo de los que hable el SPLC.
En julio de 2007, el SPLC denunció al Imperial Klans of America (IKA) en el Condado de Meade (Kentucky), don de en julio de 2006 cinco miembros del Clan presuntamente habían dado una paliza a Jordan Gruver, un joven de 16 años de ascendencia panameña, en una feria del condado en Kentucky. Después de presentar la denuncia, el SPLC recibió casi una docena de amenazas. Durante el juicio civil de noviembre de 2008, el antiguo miembro del IKA declaró que el Clan le había dicho que asesinase a Dees.
En 2008, el SPLC y Dees fueron mencionados en el programa Inside American Terror («Dentro del terror americano») del canal de televisión del National Geographic, que destacó sus denuncias contra varias ramas del Ku Klux Klan.

## Principales juicios en los que se ha visto envuelto
El Southern Poverty Law Center ha ganado numerosos casos civiles que resultaron en ingentes indemnizaciones para los denunciantes. El SPLC afirma que no acepta participar en las indemnizaciones. Se reconoce a Dees y al SPLC «haber encontrado métodos legales innovadores para paralizar a grupos extremistas, incluyendo apoderarse de su capital».

### Asociación Cristiana de Jóvenes
El primer caso denunciado por Dees fue contra la Asociación Cristiana de Jóvenes (en inglés Young Men's Christian Association, YMCA) en Montgomery (Alabama) porque «seguía segregando a niños, llegando a prohibir que los niños nadasen en una piscina integrada durante encuentros de niños de toda la ciudad». En 1969 el YMCA se negó a permitir que dos niños negros participasen en su campamento de verano y el SPLC realizó la denuncia en nombre de los padres de los niños. Durante el juicio, Dees destapó un acuerdo secreto de 1958 entre la ciudad y el YMCA, por el cual los funcionarios de la ciudad daban al YMCA el control de muchas actividades recreativas de la ciudad. En 1971 el SPLC asumió las responsabilidades del caso. En 1972 la corte decidió que Montgomery había dado control al YMCA «con carácter municipal» y «ordenaba al YMCA desistir de sus prácticas segregacionistas y discriminatorias». Años después, el director ejecutivo del YMCA de Montgomery agradeció la denuncia a Dees ya que, sin ella, el centro no hubiese podido desegregar.

### Pescadores vietnamitas
En 1981 el SPLC llevó al Ku Klux Klan a juicio para detener el acoso racial y la intimidación de pescadores vietnamitas en y en los alrededores de Bahía de Galveston. En mayo de 1981, la corte dio la razón a los pescadores vietnamitas y al SPLC, forzando al KKK a terminar su acoso.

### Sueldo del personal
En 1981 el SPLC ganó un caso para forzar al Condado de Bullock (Alabama) a pagar el sueldo del personal de su primer juez de sucesiones negro. La ley del estado de Alabama en la época requería que los jueces de sucesiones pagase a su propio personal, pero el Condado de Bullock, saltándose la ley, pagaba los sueldos del personal de los jueces de sucesiones blancos.

### White Patriot Party
En 1982 miembros armados de Carolina Knights of the Ku Klux Klan («Caballeros de Carolina del Ku Klux Klan») aterrorizaron a Bobby Person, un guarda de prisiones negro, y a miembros de su familia. Acosaron y amenazaron a otros, incluyendo a una mujer blanca que había trabado amistad con negros. En 1984 Person se convirtió en el principal demandante en Person contra Carolina Knights of the Ku Klux Klan, una denuncia presentada por el SPLC en la Corte de Distrito del Distrito Oriental de Carolina del Norte. El acoso y las amenazas continuaron durante el juicio y la corte ordenó la prohibición de que cualquier persona dentro de la corte interfiriese con cualquier otra.
En enero de 1985, la corte decretó un acuerdo extrajudicial que prohibía al «Gran Dragón» del grupo, Glenn Miller, y a sus seguidores de mantener una organización paramilitar, de desfilar en los barrios negros y de acosar, amenazar o dañar a cualquier persona negra o personas blancas relacionadas con una persona negra. En consecuencia, la corte desestimó la demanda para indemnización por daños.
Al año la corte condenó a Miller y sus seguidores, ahora llamados White Patriot Party, por desacato criminal, por violar el acuerdo. Miller fue sentenciado a seis meses en prisión, seguido por tres años de libertad condicionada, durante los que se le prohibió asociarse con miembros de grupos racistas, como el White Patriot Party. Miller se negó a seguir las condiciones de su libertad. Desde la clandestinidad realizó «declaraciones de guerra» contra los judíos y el gobierno federal, antes de ser arrestado de nuevo. Fue condenado a tres años en una prisión federal por delitos relacionados con armas de fuego.

### United Klans of America
En 1987, el SPLC realizó con éxito una denuncia civil contra los Klanes Unidos de América (en inglés estadounidense: United Klans of America ) (UKA), por el linchamiento en 1981 de Michael Donald en Mobile (Alabama) por dos de los miembros de UKA. Incapaces de conseguir los 7 millones de dólares que el jurado había concedido como indemnización, el UKA se vio forzado a entregar su sede nacional a la madre de Donald, que la vendió y empleó el dinero para comprar su primera vivienda.

### White Aryan Resistance
El 13 de noviembre de 1988, en Portland (Oregon), tres blancos supremacistas miembros de East Side White Pride and White Aryan Resistance (WAR) mataron de una paliza a Mulugeta Seraw. Seraw era un inmigrante etíope en Estados Unidos, donde estudiaba en la universidad. En octubre de 1990, el SPLC ganó un juicio civil en nombre de la familia de Seraw frente al organizador de WAR, Tom Metzger, y su hijo, John Metzger, ganando una indemnización de 12,5 millones de dólares. Los Metzger se declararon en bancarrota y WAR quedó arruinado. Los costes del juicio fueron pagados por la Liga Antidifamación y el SPLC. Metzger continúa realizando pagos a la familia Seraw.

### Church of the Creator
En mayo de 1991, Harold Mansfield Jr, un veterano de guerra negro de la Armada de los Estados Unidos, fue asesinado por un miembro de la Church of the Creator («Iglesia del Creador», actualmente llamada Movimiento de la Creatividad), una organización neonazi. SPLC representó legalmente a la familia de la víctima en un juicio civil y ganó una indemnización de 1 millón de dólares de la iglesia en marzo de 1994. La iglesia transfirió su propiedad a William Pierce, cabeza de National Alliance, para evitar el pago de dinero a los herederos de Mansfield. El SPLC denunció a Pierce por su papel en esta estratagema ilegal, ganando una indemnización de 85 000 dólares en 1995. La indemnización fue confirmada en una apelación y el dinero fue cobrado antes de la muerte de Pierce en 2002.

### Christian Knights of the KKK
El SPLC consiguió una indemnización de 37,8 millones de dólares para la Macedonia Baptist Church, una iglesia negra de más de 100 años de Manning (Carolina del Sur), de dos capítulos del Ku Klux Klan y cinco miembros (Christian Knights of the Ku Klux Klan and Invisible Empire, Inc.) en julio de 1998. El dinero fue concedido a raíz de las condenas por el incendio provocado, en el que miembros del Clan fueron condenados por quemar la histórica iglesia en 1995. Morris Dees declaró a la prensa: «Si arruinamos a los Christian Knights, ¿qué valor tiene eso? No miramos a lo que podemos conseguir. Lo que importa es lo que el jurado cree que vale ese atroz comportamiento, junto con el mensaje que envía.» De acuerdo con el The Washington Post, la indemnización concedida es la «mayor indemnización en un caso civil por daños en un crimen de odio que jamás se haya concedido.»

### Naciones Arias
En septiembre del 2000, el SPLC ganó en un juicio contra la organización Naciones Arias una indemnización de 6.3 millones de dólares, cuando un jurado de Idaho concedió esa indemnización punitiva y compensatoria por daños y perjuicios a una mujer y su hijo que habían sido atacados por los guardias de la organización Naciones Arias. La denuncia se originó en el ataque que guardias de seguridad del complejo de Nación Aria cerca de Hayden Lake, al norte de Idaho, realizaron en julio de 1998 cuando dispararon contra Victoria Keenan y su hijo. Las balas impactaron varias veces en su carro y luego el carro se estrelló y un miembro de la Nación Aria retuvo a los Keenan a punta de pistola. Como resultado del juicio, Richard Butler entregó el complejo de 81 000 m² a los Keenan, que lo vendieron a un filántropo que lo donó al North Idaho College, que finalmente dedicó el terreno a «parque de la paz». Como venganza por este caso, miembros de Nación Aria prepararon un plan para matar a Dees, que fue desmantelado por el FBI.

### Monumento a los Diez Mandamientos
En 2002 el SPLC y la Unión Estadounidense por las Libertades Civiles denunciaron al juez Roy Moore de la Corte Suprema de Alabama por autorizar la exposición en terreno público de un monumento de dos toneladas mostrando los Diez Mandamientos. Moore, que poseía la autoridad final sobre la decoración que se podía colocar en la rotonda del edificio de la Corte Suprema de Alabama, había instalado un bloque de granito de 2400 kg, de aproximadamente un metro de ancho, un metro de profundidad y 1,20 m de alto, de noche, sin el conocimiento de ningún otro juez de la corte. Tras desafiar varias resoluciones judiciales, Moore fue destituido y el monumento fue retirado.

### Rescate del rancho
El 18 de marzo de 2003, dos inmigrantes ilegales de El Salvador, Edwin Alfredo Mancía Gonzáles y Fátima del Socorro Leiva Medina, atravesaban ilegalmente las tierras del rancho propiedad de Joseph Sutton. Fueron abordados por justicieros conocidos como Ranch Rescue, que habían sido reclutados por Sutton para patrullar la región de la cercana frontera con México.
Según el SPLC, Gonzáles y Medina fueron retenidos a punta de pistola, Gonzáles fue golpeado en la nuca con una pistola y se permitió a un rottweiler que los atacara. El SPLC declaró que Gonzáles y Medina habían sido amenazados de muerte y aterrorizados antes de ser liberados. Los salvadoreños afirmaron que los rancheros les dieron agua, unas galletas y una manta antes de dejarlos ir después de aproximadamente una hora. Casey James Nethercott, miembro de Ranch Rescue, negó haber golpeado a los intrusos con un arma y ninguno de los justicieros fue condenado por el golpe a la cabeza.
En 2003, el SPLC, el Mexican American Legal Defense and Educational Fund y abogados locales presentaron una denuncia civil, Leiva contra Ranch Rescue, en el Condado de Jim Hogg, en Texas, contra Ranch Rescue y varios de sus miembros, solicitando daños por el ataque y la detención ilegal. En abril de 2005 el SPLC consiguió un total de 1 millón de dólares en indemnizaciones de Nethercott y Torre John Foote, el líder de Ranch Rescue. Las indemnizaciones llegaron seis meses después de que se hubiesen concedido indemnizaciones de 350 000 dólares en el mismo caso y coincidiendo con un acuerdo extrajudicial de 100 000 dólares con Sutton. La propiedad de Nethercott en Arizona, de 280 000 m², que había sido la sede de Ranch Rescue, fue confiscada para pagar la indemnización. Nethercott, que anteriormente había sido condenado por agresión en California, fue sentenciado a cinco años en prisión por posesión de armas. El personal del SPLC trabajó en estrecha colaboración con los fiscales de Texas para conseguir la condena.

### Billy Ray Johnson
Billy Ray Johnson, un hombre negro disminuido mental, fue llevado por cuatro hombres blancos a una fiesta, donde se le dejó inconsciente de un golpe, y luego se golpeó la cabeza, fue llamado nigger y abandonado sangrando en una cuneta. Como consecuencia del incidente, «Johnson, de 46 años, sufrió daños cerebrales serios y permanentes a consecuencia del ataque, que requerirán cuidados para el resto de su vida.» En un proceso criminal, los cuatro hombres fueron sentenciados a de 30 a 60 días de prisión en la cárcel del condado. El 20 de abril de 2007, Billy Ray Johnson consiguió una indemnización de 9 millones de dólares del jurado en un proceso civil en Linden (Texas). El jurado esperaba que el veredicto mejorara las relaciones interraciales en la comunidad, basándose en un estudio del Departamento de Educación de los Estados Unidos y otros veredictos controvertidos. Durante el juicio, uno de los defensores, Cory Hicks, trató a Johnson de cosa («it»).

### Imperial Klans of America
En noviembre de 2008, el SPLC inició un juicio contra Imperial Klans of America (IKA; «Clanes Imperiales de América») en el Condado de Meade (Kentucky), la segunda mayor organización del tipo KKK de EE. UU. El SPLC presentó la denuncia en julio de 2007 en nombre de Jordan Gruver y su madre, en contra del IKA de Kentucky, estado en el que, en julio de 2006, cinco hombres del Clan habían dado una salvaje paliza a Gruver en una feria del condado. Según la denuncia, cinco miembros del Clan fueron a los terrenos de la Feria del Condado de Meade en Brandenburg (Kentucky), «para repartir tarjetas de visita y panfletos haciendo propaganda de una función del IKA "solo para blancos"». Dos miembros del Clan comenzaron a insultar al joven de 16 años de origen panameño, llamándolo «spic». Posteriormente el joven, de 1,60 m y 68 kg, fue golpeado y pateado por los miembros del Clan (uno de ellos de 1.96 m y 140 kg). Como resultado, la víctima sufrió «dos costillas fisuradas, el antebrazo izquierdo roto, cortes y magulladuras múltiples y diversos daños en la mandíbula, que requirieron una extensa reparación de los dientes.»
En un caso criminal relacionado de febrero de 2007, Jarred Hensley y Andrew Watkins habían sido sentenciados a tres años de prisión por la paliza a Gruver. El 14 de noviembre de 2008, un jurado compuesto exclusivamente por personas blancas, siete hombres y siete mujeres, condenaron a Ron Edwards, Imperial Wizard del grupo, y a Jarred Hensley, que participó en el ataque, a pagar una indemnización compensatoria de 1 millón de dólares por daños y perjuicios a la víctima. Los otros dos acusados, Andrew Watkins y Joshua Cowles, habían accedido a un acuerdo previo confidencial y fueron eliminados de la acusación.

## Oposición a las medidas contra la inmigración ilegal en Arizona
El SPLC se ha opuesto a la ley SB 1070 de Arizona, la Support Our Law Enforcement and Safe Neighborhoods Act («Ley de apoyo a las fuerzas del orden y por un vecindario seguro»), una ley que introducía medidas en contra de la inmigración ilegal y que fue aprobada por el estado de Arizona en 2010, denominándola «descaradamente inconstitucional» y «un desastre para los derechos civiles». En junio de 2012, la Corte Suprema de los Estados Unidos decidió en el caso Arizona contra los Estados Unidos en una sentencia que se podía mantener los controles del estatus legal en cuanto a las leyes de inmigración durante controles policiales, pero anuló otras tres provisiones como violaciones de la Cláusula de Supremacía de la Constitución de los Estados Unidos.

## Programas educativos

### Tolerance.org

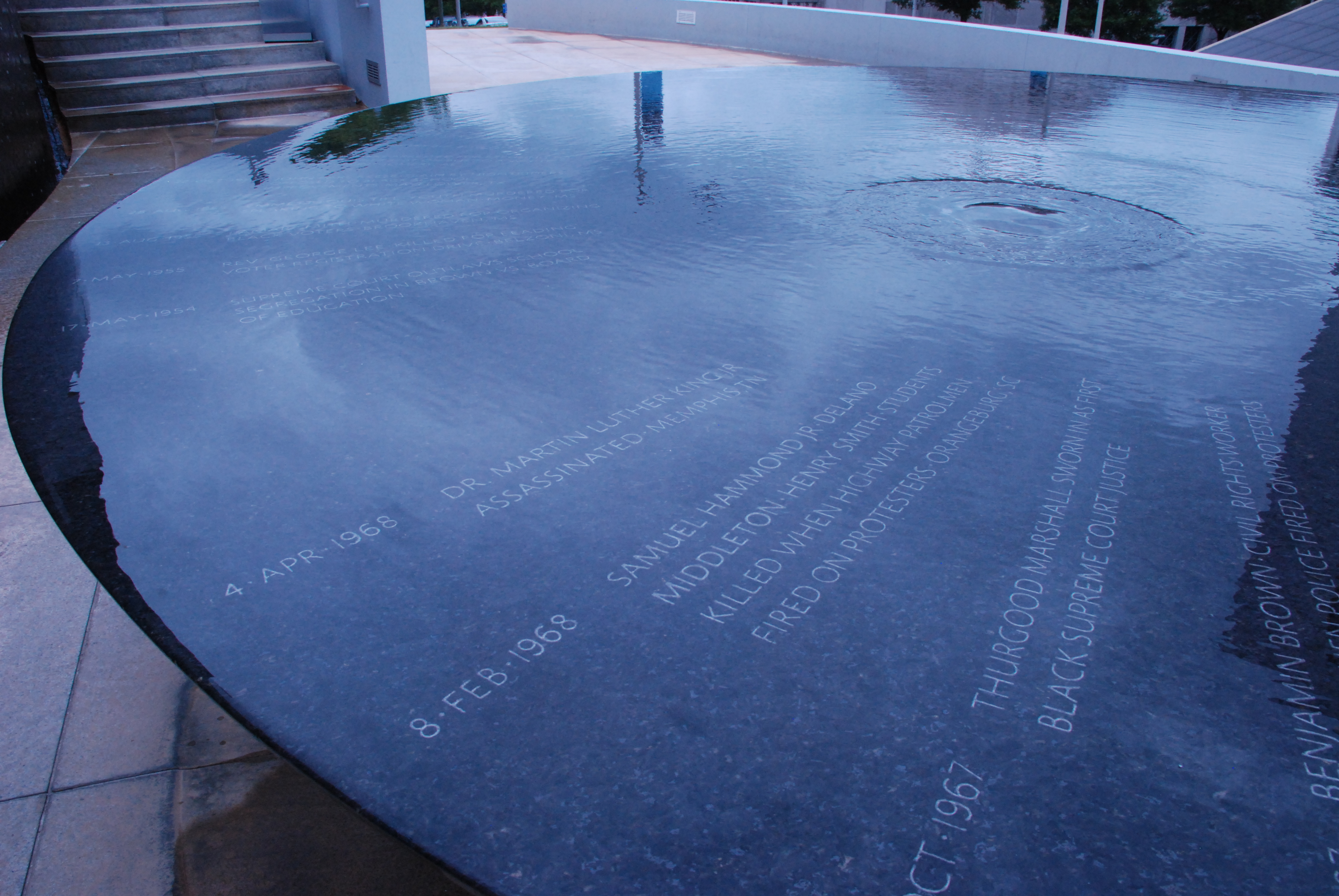
Detalle del Monumento conmemorativo a los derechos civiles.

Entre las iniciativas del SPLC se incluye la página web Tolerance.org, ganadora del Webby Award. La página informa diariamente sobre asuntos relacionados con la tolerancia, incluye juegos educativos para niños, guías para activistas y recursos para padres y profesores.
La iniciativa Teaching Tolerance («Enseñando tolerancia») de la página, está enfocada a dos grupos de escolares edades diferentes, con material adicional para profesores y padres. Una parte del proyecto se enfoca a niños de primaria, aportando materiales sobre la historia del movimiento de los derechos civiles. El material puesto a disposición para niños de primaria incluye una publicación titulada «A fresh look at multicultural 'American English'», que explora la historia cultural de varias palabras comunes. También incluye un programa interactivo sobre temas como las mascotas universitarias representando a indios nativos, muestras públicas de la bandera confederada y otros temas de la música pop y los espectáculos, animando a los alumnos a mejorar su sensibilidad hacia asuntos raciales, de género y de orientación sexual.
Un programa similar está dirigido a alumnos de secundaria y educación superior, que incluye el proyecto «Mix it Up» («Mézclalo»), que anima a los lectores a participar en actividades escolares tendentes a aumentar el intercambio entre diferentes grupos sociales. Otros aspectos del proyecto incluyen consejos para el activismo político e información sobre el activismo político de estudiantes. El SPLC publica mensualmente textos sobre minorías, como organizaciones juveniles feministas o LGBT. Publicaciones como «Formas de luchar contra el odio en el campus» sugieren ideas para el activismo y la educación de la diversidad.
Teaching Tolerance también provee consejo para padres, animando al multiculturalismo en la educación de sus hijos. Una guía insta a los padres a «examinar el "perfil de diversidad" de los amigos de tus hijos», trasladarse a vivir a «barrios integrados y económicamente heterogéneos» y a desalentar que los niños jueguen con juguetes o adopten héroes que «promocionen la violencia». La publicación también aconseja a los padres a emplear lenguaje culturalmente sensible, como el uso de «Día de Alguien Especial», en lugar de «Día del Padre» o «Día de la Madre», para asegurarse de que la «diversidad cultural está reflejada en el arte, la literatura y la música de tu hogar».

### Documentales
El SPLC también es productora de documentales. Dos han ganado óscars al mejor documental: Mighty Times: The Children's March («Tiempos poderosos: la marcha de los niños»), en 2005, y A Time for Justice («Un tiempo para la justicia») en 1995. Otro de sus documentales fue Wall of Tolerance («Muro de tolerancia»), protagonizado por Jennifer Welker. Otros cinco han sido nominados para diversos premios.

### Cursos para las fuerzas del orden
El SPLCE ofrece cursillo para miembros de las fuerzas del orden locales, estatales y federales, centrándose «en la historia, los antecedentes, los líderes y las actividades de la extrema derecha en los Estados Unidos».

## Seguimiento de grupos extremistas

### Listado de grupos de odio

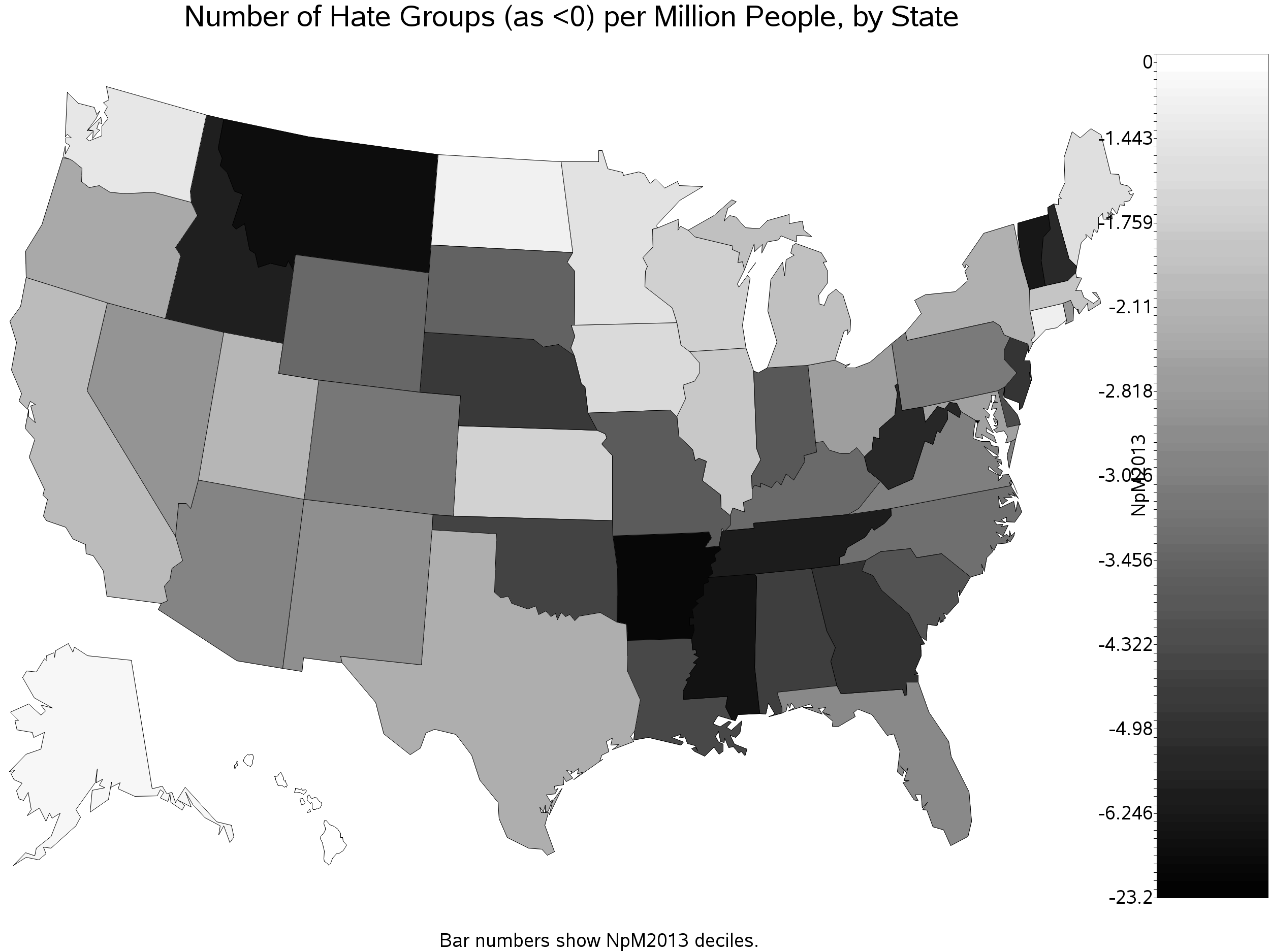
Número de organizaciones de odio según el SPLC por millón de habitantes en 2013.

El SPLC mantiene una lista de «grupos de odio», que son definidos como grupos que «[...] tienen creencias o prácticas que atacan o difaman a una clase de personas, típicamente por características inmutables.» Afirman que las actividades de los grupos de odio pueden incluir conferencias, manifestaciones, mítines, publicaciones, panfletos y actos criminales, como actos de violencia. No todos los grupos listados por el SPLC realizan actividades criminales. El Southern Poverty Law Center está incluido entre los recursos de la página web del FBI sobre crímenes de odio. El FBI ha colaborado con el SPLC para «establecer un entendimiento, intercambiar información, actuar sobre asuntos de interés común y cooperar en la solución de problemas». Debido a las limitaciones legales del FBI, la Oficina de Investigación Federal se apoya en el SPLC y otras organizaciones de derechos civiles para recoger datos sobre grupos extremistas.
En 2012, el SPLC informó de 1007 grupos extremistas activos en Estados Unidos, bajando de los 1018 de 2011. Entre ellos se incluyen los siguientes:
- 186 grupos distintos del Ku Klux Klan (KKK), con 52 páginas web;
- 196 grupos neonazis, con 89 páginas web;
- 111 grupos nacionalistas blancos, con 190 páginas web;
- 98 grupos de skinhead, con 25 páginas web;
- 39 grupos Identidad Cristiana, con 37 páginas web;
- 93 grupos neoconfederados, con 25 páginas web;
- 113 grupos separatistas negros, con 40 páginas web;
- 90 grupos adicionales divididos por el SPLC en categorías tales como anti-gay, negacionismo del Holocausto, música racista, tradicionalistas radicales católicos, entre otras categorías designadas para grupos de odio,[95][96] que mantienen otras 172 páginas de Internet.[97]

Sólo se han contabilizado las organizaciones activas en 2008, excluyendo las que parecen existir solamente en Internet.
El Intelligence Project del SPLC afirma que ha «identificado 1360 grupos "patriotas" anti-gobierno que estaban activos en 2012». El SPLC identifica a estos grupos como parte de un movimiento patriótico extremista que se caracteriza por sus doctrinas contrarias al gobierno estadounidense, teorías de conspiración o la oposición al Nuevo Orden Mundial. También afirma que la mención de un grupo en la lista no implica que el grupo «realize actos violentos u otras actividades criminales, o son racistas».
El SPLC ha identificado en 2012 38 grupos que agrupa dentro de los nativistas (antiinmigración, xenófobos) extremistas. Estos grupos (ordenados por el número de ellos) están presentes en 13 estados: Maryland (14), California (5), Arizona (3), Texas (3), Florida (2), Misuri (2), Nueva Jersey (2), Carolina del Norte (2), Oregón (1), Rhode Island (1), Pennsylvania (1), Minnesota (1), Georgia (1).
J. M. Berger, escribiendo para la revista Foreign Policy, discute estos números y afirma que tras juntar grupos separados con nombres similares «la lista de 1007 [grupos] se convierte en una lista de 358 [grupos].»

### Controversia
El listado de los «grupos de odio» del SPLC han sido fuente de alguna controversia. La denominación «grupos de odio» ha sido criticada por políticos electos y ONG conservadoras. En 2010, «22 legisladores republicanos, entre ellos el portavoz Boehner y la congresista Bachman, tres gobernadores y una serie de organizaciones conservadoras publicaron anuncios a página completa en dos periódicos de Washington reprendiendo al SPLC por "difamación" por listar a la organización conservadora Family Research Council como un grupo de odio.» Críticos, incluyendo al periodista Ken Silverstein y al investigador de movimientos políticos marginales Laird Wilcox, han acusado al SPLC de proceder con poca cautela al colocar la etiqueta. Tras el incidente de 2102, en los que un hombre hirió con arma de fuego al vigilante de la sede del Family Research Council, algunos comentaristas criticaron que el SPLC incluyese al Family Research Council en la lista como un grupo homófobo, mientras que otros defendían su inclusión. El SPLC defendió su listado de grupos de odio homófobos afirmando que los grupos fueron seleccionados, no por su posición en asuntos políticos, como el matrimonio gay, sino más bien por la «propagación de falsedades conocidas sobre las personas LGBT [...] que han sido definitivamente desacreditadas por las autoridades científicas.»
J.M. Berger de Foreign Policy discute el análisis del SPLC en sus informes Intelligence Report y Year in Hate and Extremism, y cree que el SPLC está políticamente sesgado. También cuestiona las metodologías usadas por el SPLC y sugiere que exagera la presencia de extremistas en Estados Unidos. Jesse Walker, escribiendo en la revista libertaria Reason, acusa al SPLC de infundir miedo y exagerar en su burdo retrato de los grupos patrióticos.
En octubre de 2016, el SPLC publicó una lista de "extremistas antimusulmanes", incluido el activista británico Maajid Nawaz. El SPLC dijo que Nawaz parecía estar "más interesado en la autopromoción y el dinero que en cualquier disputa ideológica en particular", identificó lo que dijo eran brechas e inconsistencias en su historia y rebatió su afirmación de que las universidades británicas habían sido infiltradas por radicales islámicos. Nawaz, que se identifica como un "musulmán reformista liberal", denunció el listado como una "mancha", diciendo que el listado del SPLC lo había convertido en blanco de los yihadistas. En junio de 2018, el SPLC se disculpó y escribió: Dado nuestro entendimiento de las opiniones del Sr. Nawaz y Quilliam, era nuestra opinión en ese momento ... que su inclusión estaba justificada. Pero después de obtener una comprensión más profunda de sus puntos de vista y después de escuchar a otros por quienes sentimos un gran respeto, nos damos cuenta de que estábamos equivocados al haber incluido al Sr. Nawaz y a Quilliam ... en primer lugar.

### Intelligence Report
Desde 1981, el proyecto Intelligence Project del SPLC publica cuatrimestralmente su Intelligence Report, que controla lo que el SPLC considera grupos de odio y extremistas de la extrema derecha en los Estados Unidos. Además del Intelligence Report, el SPLC publica HateWatch Weekly, un boletín informativo que sigue el racismo y el extremismo, y el blog Hatewatch, cuyo subtítulo es «Keeping an Eye on the Radical Right» («Vigilando la extrema derecha»). Desde 2001, el SPLC publica un informe anual del Intelligence Project llamado Year in Hate y posteriormente Year in Hate and Extremism («[Un] año en odio y extremismo»), en el que presentan estadísticas sobre el número de grupos de odio en Estados Unidos. Actualmente, el formato del informe cubre los grupos de odio racial, los grupos de odio antiinmigración xenófobos y otros grupos de la extrema derecha, como los que se encuentran dentro del movimiento patriótico.
El Intelligence Report informa sobre los esfuerzos organizativos y las tácticas de estos grupos, y ha sido citado por científicos como la fuente más fiable y completa sobre el extremismo de derechas y los grupos de odio en Estados Unidos. Rory McVeigh, el catedrático del departamento de Sociología de la Universidad de Notre Dame, escribió que «su excelente reputación está bien establecida y el SPLC ha sido una excelente fuente de información para científicos sociales que estudian las organizaciones racistas.» En su estudio del movimiento separatista blanco en los Estados Unidos, las sociólogas Betty A. Dobratz y Stephanie L. Shanks-Meile se refirieron al Klanwatch Intelligence Reports del SPLC afirmando que «nos basamos en el SPLC y el ADL para información general, pero hamos notado diferencias entre la forma en que los hechos han sido contados y los que vimos en las congragaciones. Por ejemplo, los hecho a veces eran mostrados en Klanwatch Intelligence Reports como más militantes y peligrosos, con más participación de los que observamos nosotras».
Dos artículos publicados en Intelligence Report han ganado el premio Green Eyeshade por excelencia en periodismo de la Society of Professional Journalists. «Communing with the Council» («Comulgando con el concejo»), escrito por Heidi Beirich y Bob Moser, consiguió el tercer puesto en periodismo de investigación en la revista Magazine Division en 2004, y «Southern Gothic» («Gótico sureño»), de David Holthouse y Casey Sánchez, consiguió la segunda plaza entre los reportajes en Magazine Division en 2007. El 20 de marzo de 2001, el Intelligence Project recibió el premio Distinguished Public Service de la American Immigration Law Foundation, por su «trabajo extraordinario» informando sobre el movimiento antiinmigración.

## Finanzas
Las actividades del SPLC, incluyendo la litigación, son pagadas gracias a donaciones y no aceptan pagos ni participar en las indemnizaciones otorgadas a los clientes que representan legalmente.
Comenzando en 1974, el SPLC ha ido poniendo dinero en una dotación («endowment»), ya que estaba «convencido de que llegaría el día en que las ONGs ya no serían capaces de fiarse de la financiación por correo, debido a los costes de corres e impresión.» En 1994 el Montgomery Advertiser publicó una serie de reportajes acusando al SPLC de mala gestión y prácticas de captación de fondos engañosas. En respuesta, el cofundador del SPLC Joe Levin dijo: «La falta de interés de Advertiser en el programa del centro y su interés obsesivo en los asuntos financieros del centro y la vida privada del Sr. Dees, me dejan claro que el Advertiser simplemente quiere difamar al centro y al Sr. Dees.»  La serie de reportajes fue finalista pero no ganó el Premio Pulitzer de 1995. En 1996, USA Today llamó al SPLC «la organización de derechos civiles más rica de la nación», con un capital de 38 millones de dólares en la época. Los comentaristas Alexander Cockburn, escribiendo para The Nation, y Ken Silverstein, escribiendo para Harper's Magazine, han criticado con firmeza las prácticas de captación de fondos y las finanzas del SPLC.
El SPLC afirmó que en 2008 realizó aproximadamente el 69% de sus gastos en servicios de su programa y que a finales de 2008 la dotación era de 156,2 millones de dólares. De acuerdo al Charity Navigator, las previsiones del SPLC para el 2009 eran las siguientes: gastos del programa 67,5%, gastos administrativos 13,4% y gastos de captación de fondos 18,9%. En octubre de 2012, el SPLC informó de que su dotación era de $245,3 millones. En octubre de 2020, el SPLC informó de que su dotación era de $471,0 millones.